# Delicious
Delicious va ser un servei de gestió d'adreces d'interès socials a través del web. Permetia guardar i recuperar a la xarxa les adreces d'interès, que clàssicament s'emmagatzemaven des del navegador localment a l'ordinador, de manera que eren consultables en línia i no només localment. També en facilitava la categorització amb paraules clau (etiquetes), fet que n'agilitzava la localització. Però no tan sols permet agrupar-les i etiquetar-les, sinó també compartir-les amb altres usuaris del servei i així conèixer qui (i quanta gent) ha desat un determinat enllaç.
El seu èxit possiblement radicava en la senzillesa de la seva interfície, en emprar un llenguatge HTML molt senzill i un sistema d'URL llegible. A més, posseïia un flexible servei de sindicació web mitjançant RSS i un codi API bastant potent que permet fer ràpidament aplicacions que treballin amb Delicious.
L'estiu de 2017, Pinboard va adquirir Delicious i el servei de marcadors es va interrompre.

## Història
Creat l'any 2003 per Joshua Schachter com una eina que permetia guardar els enllaços favorits en línia, Delicious fou adquirida per la companyia Yahoo! el 9 de desembre de 2005 per una inversió de 20 millions de dólars. Malauradament, després d'una pobre política de promoció del producte així com una baixa popularitat del servei en comparació amb altres eines de la companyia (per exemple el cas de Flickr), Yahoo! temptejà la possibilitat de tancar o vendre Delicious, assenyalant pèrdues econòmiques.
Després d'una sèrie de negociacions, el 27 d'abril de 2011 Yahoo! va vendre Delicious a la companyia Avos, dirigida per Chad Hurley i Steve Chen, més ben coneguts per ser els fundadors de Youtube.
El 26 de setembre de 2011 la migració de dades d'usuaris i contingut a la nova companyia fou completada satisfactòriament, encara que han anat apareixent diversos problemes de programació que s'han pogut solucionant gradualment. Actualment, Avos se'n dedica a potenciar i millorar la gestió de categories i dissenyar una plataforma líder per compartir enllaços socialment.